# 山田英夫 (伯爵)

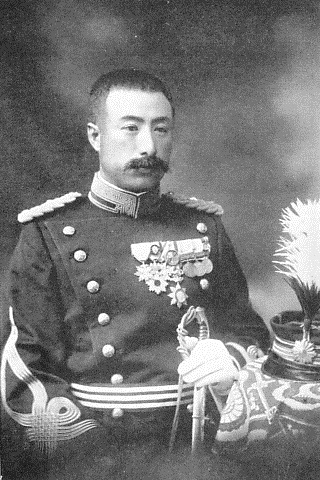
山田英夫

山田 英夫（やまだ ひでお、1875年（明治8年）10月21日 - 1945年（昭和20年）5月26日）は、日本の陸軍軍人、政治家、華族。最終階級は陸軍歩兵中佐。貴族院伯爵議員。旧姓・松平。

## 経歴
東京府で元会津藩主・松平容保の三男として生まれ、伯爵・山田繁栄（山田顕義の弟）の養子となる。養父の死去に伴い1906年（明治39年）4月12日、伯爵を襲爵した。 
陸軍士官学校（8期）に入り、1896年（明治29年）11月26日に卒業し、1897年（明治30年）6月28日、歩兵少尉に任官。日露戦争では第3軍監理部副官として出征。以後、歩兵第3連隊中隊長、軍事参議官副官（乃木希典陸軍大将附）、陸軍省軍務局課員、歩兵第67連隊大隊長、近衛歩兵第2連隊大隊長などを歴任。1916年（大正5年）11月15日、歩兵中佐に昇進し、1919年（大正8年）予備役に編入された。
1935年（昭和10年）4月19日、貴族院伯爵議員補欠選挙で当選し、研究会に所属して活動し1939年（昭和14年）7月9日まで1期在任した。

## 栄典
位階
- 1897年（明治30年）10月15日 - 正八位[10]
- 1899年（明治32年）12月26日 - 従七位[11]
- 1921年（大正10年）5月20日 - 正四位[12]

勲章
- 1917年（大正6年）1月29日 - 勲三等瑞宝章[13]

## 親族
- 母 田代佐久
- 先妻 山田梅子（山田顕義の長女、山田繁栄の姪）[1]
  - 長女 薩摩千代子（薩摩治郎八の妻）[1]
  - 長男 山田顕貞（伯爵・日本大学法学部教授）[1]
  - 二男 山田貞夫（陸軍大尉、戦死）[1][注 1]
- 後妻 山田宣子（ふさこ、柳沢光邦の四女）[1]